# Anka Makovec
Anka (Katarina) Makovec, znana tudi po vzdevku Anka Tasmanka, slovensko-avstralska popotnica, ljubiteljska slikarka in okoljska aktivistka, * 3. avgust 1938, Ročinj, Kraljevina Italija (zdaj Slovenija), † 16. februar 2017, Devonport, Tasmanija, Avstralija
Mladost je preživela v Desklah, od koder je leta 1962 emigrirala v Avstralijo. Tam jo je prevzela kultura avstralskih domorodcev, da je šla živet mednje v Outback in se seznanila z njihovo zgodovino ter umetnostjo, o čemer je kasneje tudi poučevala mladino. Aborigini so ji takrat dali ime Narigin (jutranja zvezda).
Leta 1981 se je preselila na Tasmanijo, saj jo je tamkajšnja narava bolj spominjala na rodne kraje. Tam se je angažirala v skupini aktivistov Zelenih Tasmanije v boju proti gradnji hidroelektrarn sredi neokrnjenega deževnega gozda na sotočju rek Gordon in Franklin. V kraju Strahan je vodila center društva Wilderness Society, od koder so koordinirali protestnike. Po dolgoletnem in občasno nasilnem sporu med okoljevarstveniki pod vodstvom predstavnika stranke Zelenih Boba Browna in investitorji, na strani katerih je bila lokalna politika, je vrhovno zvezno sodišče leta 1983 potrdilo zaščiten status območja in zavrnilo tožbo tasmanske vlade. V tem času je bilo območje vpisano tudi v register Unescove svetovne dediščine in je zdaj pomembna turistična destinacija.
Ljubiteljsko se je med drugim ukvarjala s slikarstvom, predvsem v akvarelni tehniki.